# Irán en los Juegos Olímpicos de Innsbruck 1976
Irán estuvo representado en los Juegos Olímpicos de Innsbruck 1976 por cuatro deportistas masculinos que compitieron en esquí alpino.
El portador de la bandera en la ceremonia de apertura fue el esquiador alpino Lotfolah Kia Shemshaki. El equipo olímpico iraní no obtuvo ninguna medalla en estos Juegos.